# Kongens Tisted-Binderup-Durup Pastorat
Kongens Tisted-Binderup-Durup Pastorat er et himmerlandsk pastorat i Rebild Provsti (Aalborg Stift), som består af følgende tre sogne:
- Kongens Tisted Sogn
- Binderup Sogn
- Durup Sogn

I alt har pastoratet ca. 1840 indbyggere, hvoraf omkring 90% er medlemmer af Folkekirken. Den nuværende sognepræst er, siden 2016, Rikke Visby Wickberg.
Før provstireformen i forbindelse med Kommunalreformen i 2007 lå pastoratet i Sydvesthimmerlands Provsti, Viborg Stift.

## Kommuner
Pastoratets største by er Nørager, der ligger i Durup Sogn. Mellem 1970 og 2006 var Nørager kommunesæde for Nørager Kommune.
Indtil 1966 udgjorde pastoratet sognekommunen (Kongens) Tisted-Binderup-Durup. I 1966 blev denne kommune lagt sammen med Rørbæk-Grynderup-Stenild Sognekommune, og Rørbæk-Nørager Kommune opstod. Området kom til Nørager Kommune i 1970 og til Rebild Kommune i 2007.